# Нокс (окръг, Мисури)
Вижте пояснителната страница за други значения на Нокс.
Окръг Нокс (на английски: Knox County) е окръг в щата Мисури, Съединени американски щати. Площта му е 1313 km², а населението - 4361 души (2000). Административен център е град Едина.